# Henneberg (Meiningen)
Henneberg ist ein Ortsteil der südthüringischen Kreisstadt Meiningen im fränkisch geprägten Süden von Thüringen. Mit seiner gleichnamigen Burg war Henneberg Stammsitz der Grafschaft Henneberg.

## Lage
Henneberg liegt zehn Kilometer südlich der Kernstadt Meiningen am Fuße der Henneburg, dem Stammsitz der Henneberger, direkt an der Landesgrenze zu Bayern unweit der Stadt Mellrichstadt. Henneberg war bis 2023 als eine Exklave der Stadt Meiningen durch die Gemeinde Sülzfeld von der Meininger Kernstadt getrennt, bis Sülzfeld am 1. Januar 2024 ebenfalls nach Meiningen eingemeindet wurde. Die Thüringer Landesregierung stimmte 2018 trotz dieses Umstandes und nach längeren Verhandlungen der freiwilligen Eingemeindung nach Meiningen endgültig zu.

## Geschichte
Der Ort am Fuße der gleichnamigen Burg Henneberg war der älteste Allodbesitz der Grafen von Henneberg. Nach der 1274 erfolgten Hauptteilung der Grafschaft Henneberg in drei Linien verloren der Ort und die Burg an Bedeutung. Henneberg gehörte fortan zur Linie Henneberg-Schleusingen. Die Verpfändung der halben Burg Henneberg von der Schleusinger an die Römhilder Linie 1393 hatte wohl die Verlegung der Vogtei Henneberg nach der an einem wichtigen Straßenkreuzungspunkt um 1350 erbauten Burg Maßfeld zur Folge. Nach dem Aussterben der Grafen von Henneberg kam der Ort 1583 mit dem Amt Maßfeld unter gemeinsame sächsische Verwaltung. Ab 1680 gehörte er zum Herzogtum Sachsen-Meiningen.
Die Zeit von 1945 bis 1989 war durch die deutsch-deutsche Teilung geprägt, die Burg Henneberg befand sich im Sperrgebiet der innerdeutschen Grenze. Vom Bergfried aus wurde der Grenzübergang Eußenhausen/Meiningen überwacht. Für die Forschung war die Henneburg nicht mehr existent. Im Ort Henneberg waren in dieser Zeit Grenztruppen stationiert. Für Ortsfremde war der Zugang zu den Grenzdörfern nur in seltenen Ausnahmefällen möglich. Jahrzehntelang war Henneberg für die Bürger der Region eine der wenigen Grenzübergangsstellen für Südthüringen und war genau wie die anderen streng bewacht. Von dem Gebäudekomplex der Kontroll- und Sicherungseinrichtungen auf der Schanz sind nur die Rohbauruine des kurz vor der Wende begonnenen Zollgebäudes und die Reste eines Wachturms übrig. Einige Bestandteile der DDR-Sicherungsanlagen sind jetzt unmittelbar hinter der Grenze im benachbarten Eußenhausen zu besichtigen. Außerdem erinnert eine Station des Friedenswegs, der entlang des ehemaligen Todesstreifens verläuft, an diese Zeit. Als das ehemalige Grenzgebiet der Öffentlichkeit zugänglich wurde, engagierten sich Bewohner des Ortes Henneberg in einem Burgclub für die Henneburg. Am 12. September 1995 ging die Burg an die Stiftung Thüringer Schlösser und Gärten über.
Von 1995 bis 2018 war Henneberg erfüllte Gemeinde der Erfüllenden Gemeinde Meiningen. Am 28. Februar 2018 beschloss der Gemeinderat im Rahmen der Gebietsreform in Thüringen die freiwillige Eingliederung in die Stadt Meiningen. Mit der Veröffentlichung des Gesetzes zur Neugliederung der Gemeinden 2019 im Freistaat Thüringen wurde Henneberg am 1. Januar 2019 eingegliedert als Ortsteil der Stadt Meiningen.

## Wappen
Blasonierung: „In Gold auf einem grünen Dreiberg stehend eine rot bewehrte schwarze Henne mit rotem Kamm und rotem Lappen.“

## Politik

### Ortsteilrat
Der Ortsteilrat von Henneberg hat sechs Sitze und setzt sich aus zwei Ratsfrauen und vier Ratsherren zusammen. Die Ratsmitglieder gehören alle der Wählergemeinschaft Henneberg an und wurden bei der Kommunalwahl am 26. Mai 2019 gewählt. Die Ratsmitglieder Werner Gegenfurtner (CDU) und René Schleicher (SPD) vertreten als Fraktionsmitglieder ihrer Parteien Henneberg im Stadtrat Meiningen. Die Ortsteilverwaltung hat ihren Sitz in Henneberg, Henneberger Hauptstraße 103 (alte Schule).
Bis zur Eingliederung Hennebergs nach Meiningen im Jahr 2019 bildeten acht Ratsmitglieder den Gemeinderat, der bei der Kommunalwahl am 25. Mai 2014 letztmals gewählt wurde. Die Wahl führte zu folgendem Ergebnis: CDU (56,4 % und 5 Sitze), SPD (33,5 % und 2 Sitze), FDP (10,0 % und 1 Sitz).

### Ortsteilbürgermeister
Reiner Hoßfeld (SPD) fungierte von 1990 bis 1999 als ehrenamtlicher Bürgermeister und wurde 2016 wiedergewählt. Seit 1. Januar 2019 ist er durch die Eingemeindung Hennebergs zu Meiningen Ortsteilbürgermeister von Henneberg.

## Kultur und Sehenswürdigkeiten

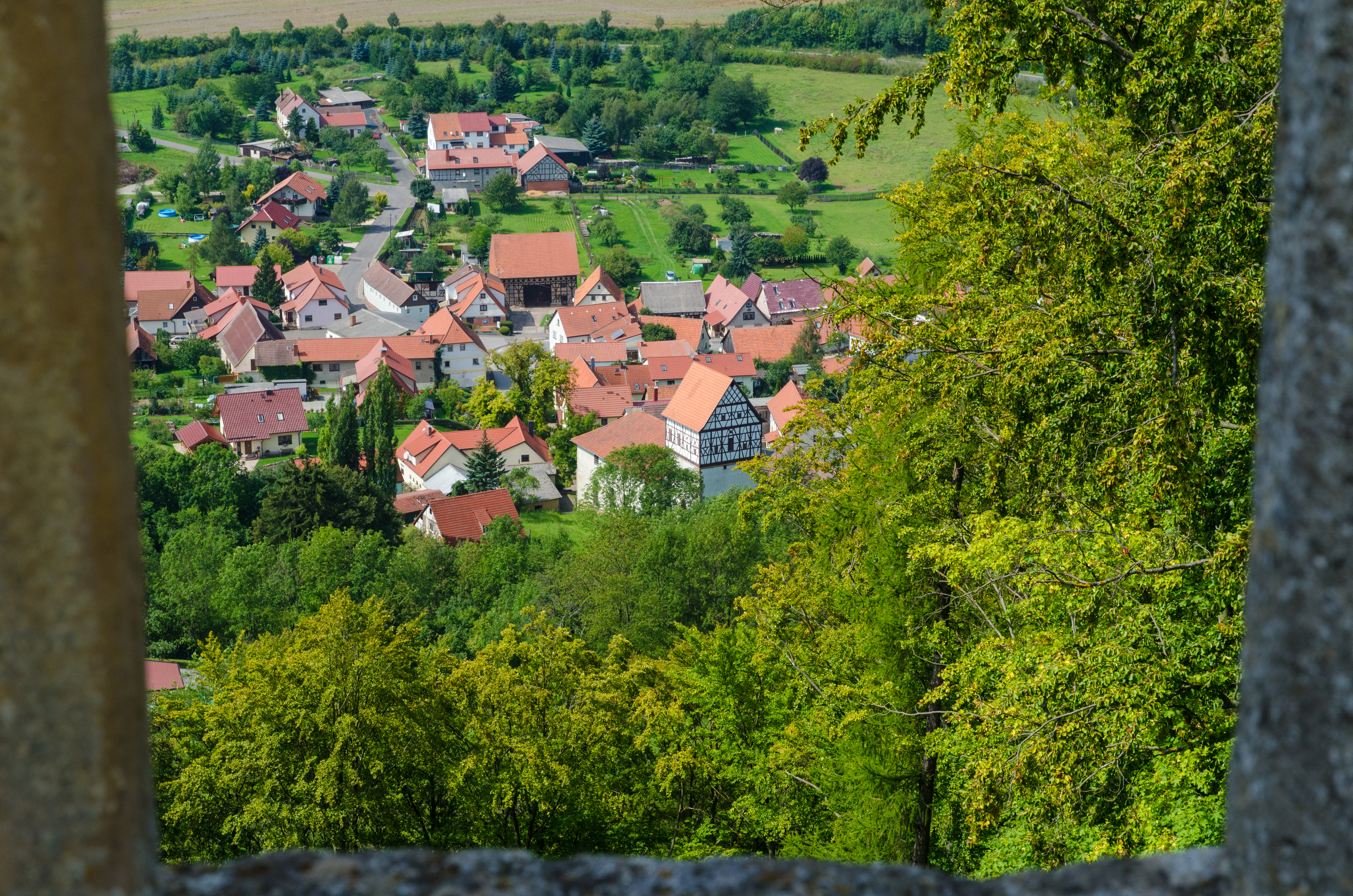
Henneberg vom Schlossberg aus

### Bauwerke
- Burg Henneberg
- Dorfkirche St. Jakobus und Katharina

### Regelmäßige Veranstaltungen
Am zweiten Oktoberwochenende wird traditionell die Kirmes ausgetragen. Zudem veranstaltet der Sportverein jedes Jahr Anfang Juli das Sportfest. Ein alle zwei Jahre ausgetragenes mittelalterliches Spektakel auf der Henneburg pausiert derzeit.

### Grenze
An Henneberg führt als Umgehungsstraße die Landesstraße 3019 vorbei. Sie verbindet auf diesem Abschnitt das thüringische Meiningen mit dem unterfränkischen Mellrichstadt. Direkt nach dem Ort Henneberg wird dabei an der sogenannten Schanz die ehemalige innerdeutsche Grenze überquert. Hier wurde nach der  Deutschen Wiedervereinigung als Denkmal die Güldene Brücke errichtet. Des Weiteren werden in einem kleinen abgezäunten Bereich ehemalige Grenzsicherungsanlagen zur Schau gestellt; der alte Grenz-Wachturm wurde ebenfalls als Mahnmal stehengelassen.

## Verkehr
Henneberg liegt an der L3019 (ehemals B 19), die als Umgehungsstraße um den Ort herum führt. Im Ort zweigt die Kreisstraße K 2526 nach Bauerbach (3 km östlich) und Ritschenhausen (6 km östlich) ab. Weiterhin führt die K 62 nach Einödhausen und in die Gemeinde Grabfeld. Die nächstgelegenen Autobahnanschlüsse an die A 71 Erfurt–Schweinfurt sind:
- Anschlussstelle 21 Meiningen-Nord (ca. 15 km nördlich)
- Anschlussstelle 22 Meiningen-Süd (ca. 11 km nordöstlich)
- Anschlussstelle 23 Rentwertshausen (ca. 11 km südwestlich)
- Anschlussstelle 24 Mellrichstadt (ca. 11 km südlich)

An die Kernstadt Meiningen ist Henneberg mit der Buslinie 408 der Meininger Busbetriebe angebunden. Der Ort liegt am Fränkischen Marienweg.

## Söhne und Töchter des Ortes
- Otto von Botenlauben (wahrscheinlich 1177–vor 1245), Minnesänger, Kreuzfahrer und Klostergründer
- Johann Heinrich Breul (1734–1783), Komponist, Geiger, Organist und Musikdirektor
- Carl Göbel (1857–1940), Architekt und Baumeister
- Adolf Ansorg (1901–1978), Archivar und Heimatforscher